# Грименко Володимир Макарович
Володимир Макарович Грименко (нар. 1928, село Богданівка, тепер Бахмутського району Донецької області — ?) — український радянський діяч, новатор виробництва, машиніст роторного екскаватора рудника імені Леваневського Часів-Ярського рудоуправління Сталінської (Донецької) області. Депутат Верховної Ради УРСР 5-го скликання.

## Біографія
Народився у родині робітника-залізничника. У 1945 році закінчив семирічну школу.
У 1945—1949 роках — помічник машиніста екскаватора Часів-Ярського рудоуправління Сталінської області.
З 1949 року — машиніст роторного екскаватора рудника імені Леваневського Часів-Ярського рудоуправління Сталінської (Донецької) області.

## Нагороди
- ордени
- медалі